# Manga Time Kirara
Manga Time Kirara (яп. まんがタイムきらら манга тайму кирара) — журнал ёнкомы, выпускаемый японским издательством Houbunsha каждый месяц 9-го числа. Создан как ответвление журнала Manga Time 17 мая 2002 года, что связано прежде всего с целью расширения аудитории. Основной выпуск позиционировался как семейный журнал, когда Кирара должен был стать журналом для молодой аудитории (людей от подросткового возраста до 30 лет). В новый журнал приглашались как профессиональные моэ мангаки, так и мангаки, в основном рисовавшие додзинси.

## Выпущенная манга
- Acchi Kocchi (яп. あっちこっち)
- Akumasama e Rupu ☆
- Ane Chekku Sensation
- Dōjin Work (яп. ドージンワーク)
- Fuon Connect! (яп. ふおんコネクト！)
- High Risk Miracle
- Hitsugi Katsugi no Kuro: Kaichū Tabi no Wa
- Ichinensei ni Nacchattara
- Jimai no Hōteshiki
- K-On! (яп. けいおん！)
- Kage Mucha Hime
- Kamisama no Iutōri! (яп. かみさまのいうとおり！)
- Karuki Sensen
- Love Me Do
- Maomao
- Neko Kissa (яп. ねこきっさ)
- Onmitsu ☆ Shōjo
- Pocket Journey
- Sanja Sanyō (яп. 三者三葉)
- Super Maid Chirumi-san
- Tenchō no Watanabe-san
- Tennen Aluminium!
- Tenshi no Matsuei
- Torikoro
- Wizurizu
- Year 1 Class 777
- Yuyushiki (яп. ゆゆ式)